# David Raziel

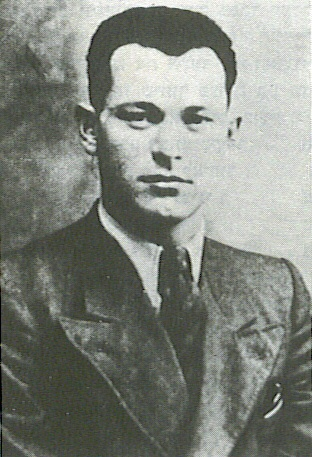
David Raziel

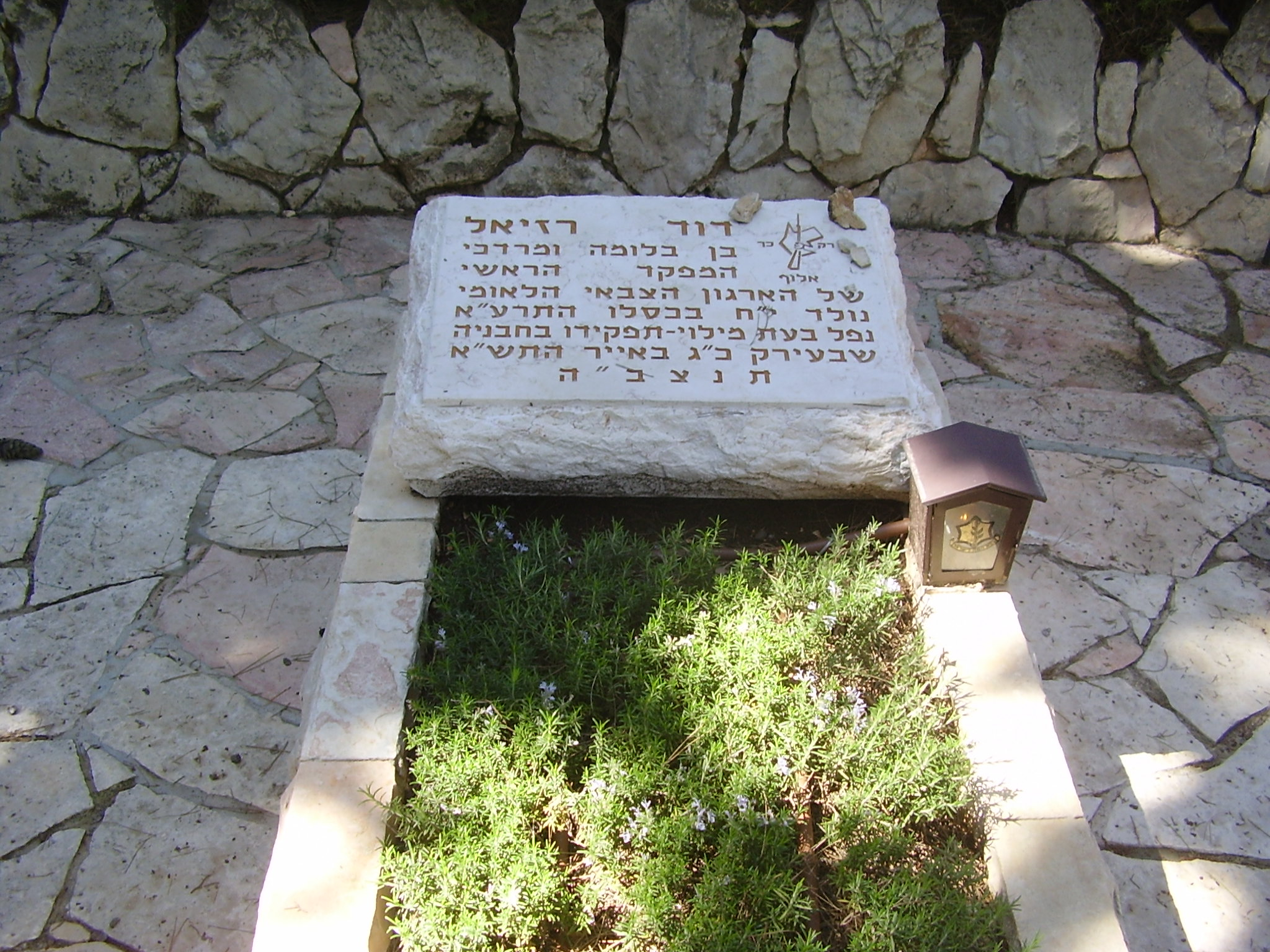
Grab auf dem Herzlberg in Jerusalem

David Raziel (hebräisch דָּוִד רְזִיאֵל Dawid Rəsi'el, geboren als David Rosenson; * 19. Dezember 1910 in Smorgon, Russisches Kaiserreich (heute Hrodsenskaja Woblasz, Belarus); † 20. Mai 1941 in al-Habbaniyya bei Bagdad/Irak) war Kommandant der zionistischen Untergrundorganisation Irgun Zwai Leumi (kurz Irgun).

## Leben
Im Alter von drei Jahren wurde Raziel von seinen Eltern nach Palästina mitgenommen, das zu diesem Zeitpunkt Teil des Osmanischen Reiches war. Schon als Jugendlicher zeigte er literarisches Talent und schrieb Essays und Theaterstücke über biblische Themen. 
Bei Ausbruch des Massaker von Hebron (1929) schloss sich Raziel der Hagana an und wurde nach deren Aufspaltung im Jahre 1931 eines der Gründungsmitglieder der Irgun. Bald wurde er als begabter Instruktor bekannt und verfasste, teils in Zusammenarbeit mit Avraham Stern, militärische Instruktionshandbücher. 
Etwa ein Jahr nach der ersten Aufspaltung der Irgun (1937) wurde Raziel Kommandant der Untergrundorganisation und leitete während des Arabischen Aufstands anti-arabische Maßnahmen. 
Am 19. Mai 1939 wurde er von britischen Behörden gefangen genommen und zu einer Haftstrafe im Gefängnis Akkon verurteilt, wo er nach Beginn des Zweiten Weltkriegs im Oktober desselben Jahres sowie der Bereitschaft der Irgun, die Briten im Kampf gegen die Achsenmächte zu unterstützen, freigelassen wurde. Er war weiterhin Kommandant der Irgun und hatte auch in der Jugendorganisation Betar eine leitende Funktion.
Am 17. Mai 1941 führte Raziel in Zusammenarbeit mit dem britischen Geheimdienst eine Gruppe von Irgun-Mitgliedern nach al-Habbaniyya, dem von den Briten gehaltenen Luftwaffenstützpunkt 80 km von Bagdad. Am 20. Mai wurde das Fahrzeug, in dem er unterwegs war, durch einen deutschen Bombenangriff getroffen, wobei Raziel und ein britischer Offizier getötet wurden. Er wurde zunächst auf dem britischen Militärfriedhof in Habbaniya beerdigt. 
David Raziel heiratete 1938 die Lehrerin Schoschana Spitzer, die ebenfalls Irgun-Mitglied war, in Tel Aviv. Sie hatte einen Jungen, der nach dem Tod seines Vaters geboren wurde, jedoch drei Tage nach seiner Geburt verstarb. Seine Schwester Esther Raziel-Naor wurde 1949 für die Cherut in die Knesset gewählt.
1955 wurden Raziels sterbliche Überreste exhumiert, zunächst nach Nikosia in Britisch-Zypern überführt und schließlich 1961 auf dem Herzlberg in Jerusalem beigesetzt. Der Moschaw Ramat Rasi'el westlich von Jerusalem ist nach ihm benannt. 
Die israelische Post hat 1978 eine Briefmarke mit seinem Porträt herausgegeben.